# Phyllonorycter cerisolella
Phyllonorycter cerisolella är en fjärilsart som först beskrevs av De Peyerimhoff 1871.  Phyllonorycter cerisolella ingår i släktet guldmalar, och familjen styltmalar.
Artens utbredningsområde är Frankrike. Inga underarter finns listade i Catalogue of Life.